# Johanna Sjöberg
Johanna Sjöberg (née le 8 mars 1978 à Bromölla en Suède) est une nageuse suédoise spécialiste des épreuves de papillon et récompensées de nombreuses fois en relais. Elle a notamment remporté une médaille de bronze aux Jeux olympiques d'été en 2000.

## Biographie
Âgée de 16 ans, Johanna Sjöberg se révèle en 1994, lors des Championnats d'Europe en petit bassin en se classant deuxième du 4 × 50 mètres nage libre au sein du relais suédois.
Au cours de sa carrière, elle remporte notamment 5 titres mondiaux en petit bassin, uniquement en relais, aux côtés par exemple de Therese Alshammar et Anna-Karin Kammerling.
Au niveau européen, Johanna Sjöberg décroche 3 titres européens en grand bassin toujours en relais, ainsi que dix titres en petit bassin.

## Palmarès

### Jeux olympiques
| Épreuve / Édition         | Atlanta 1996     | Sydney 2000          | Athènes 2004      |
| 100 mètres papillon       | 9e 1 min 00 s 76 | 10e 59 s 15          | 23e 1 min 00 s 61 |
| 4 × 100 mètres nage libre | 5e 3 min 44 s 91 | Bronze 3 min 40 s 30 | 7e 3 min 41 s 22  |

### Championnats du monde
| Épreuve / Édition           | Petit bassin         | Petit bassin         | Petit bassin         | Petit bassin     | Petit bassin     | Petit bassin         |
| Épreuve / Édition           | Rio 1995             | Göteborg 1997        | Hong Kong 1999       | Athènes 2000     | Moscou 2002      | Indianapolis 2004    |
| 100 mètres papillon         |                      |                      | Argent 57 s 74       | Argent 57 s 96   |                  |                      |
| 4 × 100 mètres nage libre   | Bronze 3 min 40 s 66 | Bronze 3 min 38 s 70 |                      | Or 3 min 35 s 54 | Or 3 min 35 s 09 | Argent 3 min 35 s 83 |
| 4 × 200 mètres nage libre   |                      | Argent 7 min 56 s 04 | Or 7 min 51 s 70     |                  |                  | Bronze 7 min 54 s 39 |
| 4 × 100 mètres quatre nages |                      |                      | Bronze 4 min 00 s 84 | Or 3 min 59 s 53 | Or 3 min 55 s 78 | Bronze 4 min 01 s 76 |

### Championnats d'Europe
| Épreuve / Édition      | Grand bassin         | Grand bassin         | Grand bassin     | Grand bassin         | Grand bassin         |                      | Petit bassin         | Petit bassin         | Petit bassin         | Petit bassin     | Petit bassin     | Petit bassin         | Petit bassin         | Petit bassin |
| Épreuve / Édition      | Séville 1997         | Istanbul 1999        | Helsinki 2000    | Berlin 2002          | Madrid 2004          | Stavanger 1994       | Rostock 1996         | Sheffield 1998       | Lisbonne 1999        | Valence 2000     | Anvers 2001      | Dublin 2003          | Trieste 2005         |              |
| 50 mètres nage libre   |                      |                      |                  |                      |                      |                      |                      |                      |                      |                  | Bronze 24 s 61   |                      |                      |              |
| 100 mètres nage libre  |                      |                      |                  |                      |                      |                      |                      |                      |                      |                  | Bronze 53 s 01   |                      |                      |              |
| 50 mètres papillon     |                      | Argent 26 s 93       |                  |                      |                      |                      | Or 27 s 15           | Bronze 26 s 76       | Argent 26 s 42       | Bronze 26 s 74   |                  |                      |                      |              |
| 100 mètres papillon    | Bronze 1 min 00 s 17 | Argent 58 s 97       | Bronze 59 s 29   |                      |                      |                      | Or 58 s 80           | Argent 58 s 17       | Or 57 s 73           | Argent 57 s 86   | Argent 57 s 79   | Argent 58 s 24       | Bronze 58 s 39       |              |
| 200 mètres papillon    |                      |                      |                  |                      |                      |                      | Argent 2 min 10 s 92 | Bronze 2 min 08 s 21 | Argent 2 min 08 s 62 |                  |                  |                      |                      |              |
| 4 × 50 m nage libre    |                      |                      |                  |                      |                      | Argent 1 min 42 s 32 | Argent 1 min 42 s 18 |                      | Or 1 min 38 s 45     | Or 1 min 38 s 21 | Or 1 min 38 s 29 | Argent 1 min 37 s 68 | Argent 1 min 36 s 75 |              |
| 4 × 100 m nage libre   |                      |                      | Or 3 min 42 s 38 | Argent 3 min 40 s 66 | Bronze 3 min 43 s 54 |                      |                      |                      |                      |                  |                  |                      |                      |              |
| 4 × 200 m nage libre   | Argent 8 min 04 s 53 | Argent 8 min 07 s 37 |                  | Bronze 8 min 08 s 46 |                      |                      |                      |                      |                      |                  |                  |                      |                      |              |
| 4 × 50 m quatre nages  |                      |                      |                  |                      |                      |                      | Bronze 1 min 53 s 06 | Argent 1 min 50 s 84 | Or 1 min 49 s 47     | Or 1 min 48 s 31 | Or 1 min 48 s 32 | Or 1 min 48 s 79     |                      |              |
| 4 × 100 m quatre nages |                      | Or 4 min 07 s 52     | Or 4 min 00 s 06 | Argent 4 min 06 s 15 |                      |                      |                      |                      |                      |                  |                  |                      |                      |              |

## Records

### Records personnels
Ces tableaux détaillent les records personnels de Johanna Sjöberg en grand et petit bassin au 23 juin 2011.
| Épreuve               | Temps         | Compétition                            | Lieu      | Date             |
| 50 mètres nage libre  | 25 s 51       | Championnats de Suède de natation 2004 | Stockholm | 14 juillet 2004  |
| 100 mètres nage libre | 55 s 12       | Coupe Vittel                           | Vittel    | 19 décembre 2003 |
| 50 mètres papillon    | 26 s 93       | Championnats d'Europe 1999             | Istanbul  | 26 juillet 1999  |
| 100 mètres papillon   | 58 s 96       | Championnats de Suède de natation 1999 | Stockholm | 4 juillet 1999   |
| 200 mètres papillon   | 2 min 14 s 56 | Championnats d'Europe 1997             | Séville   | 13 août 1997     |

| Épreuve               | Temps         | Compétition                                            | Lieu           | Date             |
| 50 mètres nage libre  | 24 s 61       | Championnats d'Europe en petit bassin 2001             | Anvers         | 13 décembre 2001 |
| 100 mètres nage libre | 53 s 01       | Championnats d'Europe en petit bassin 2001             | Anvers         | 13 décembre 2001 |
| 50 mètres papillon    | 26 s 39       | Étape de la Coupe du monde                             | Rio de Janeiro | 4 février 2004   |
| 100 mètres papillon   | 57 s 66       | Championnats de Suède de natation en petit bassin 2004 | Malmö          | 11 mars 2004     |
| 200 mètres papillon   | 2 min 07 s 41 | Championnats de Suède de natation en petit bassin 2004 | Malmö          | 11 mars 2004     |